# 凯特琳·桑德诺
凯特琳·谢伊·桑德诺（英語：Kaitlin Shea Sandeno，1983年3月13日—），生於加利福尼亚州米申维埃霍，美国退役女子游泳运动员。曾参加2000年和2004年夏季奥运会，共获得一枚金牌、一枚银牌和两枚铜牌。